# ラージ・シング2世
ラージ・シング2世（Raj Singh II, 1743年4月25日 - 1761年4月3日）は、北インドのラージャスターン地方、メーワール王国の君主（在位：1754年 - 1761年）。

## 生涯
1743年4月25日、メーワール王国の君主プラタープ・シング2世の息子として、ウダイプルで誕生した。
1754年1月、父王プラタープ・シング2世が死亡したことにより、王位を継承した。
1761年4月3日、ラージ・シングはウダイプルで死亡し、叔父のアリ・シング2世が王位を継承した。